# Escolas da Sagrada Família

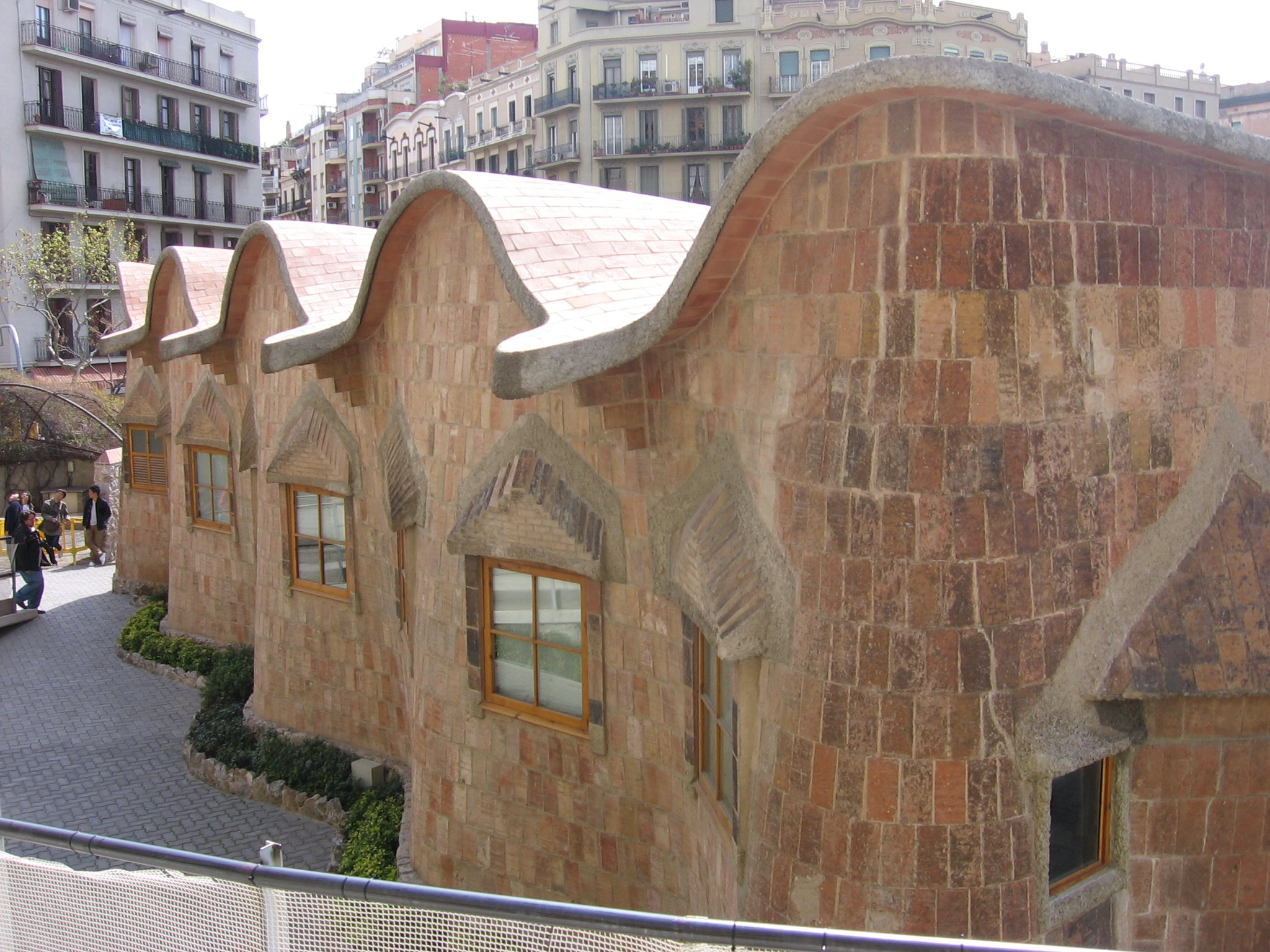
Escolas da Sagrada Família

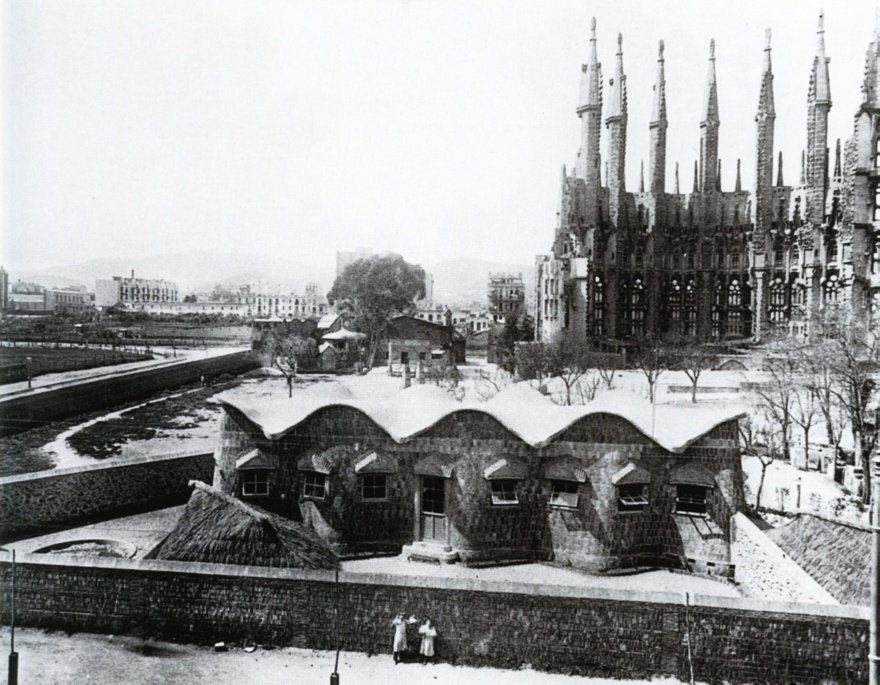
As Escolas em 1909

As Escolas da Sagrada Família são um edifício construído em 1909 pelo arquitecto modernista espanhol Antoni Gaudí, situado no recinto do Templo Expiatório da Sagrada Família, em Barcelona.
Foram construídas por encomenda da Asociación de Devotos de San José, criado em 1866 por Josep Maria Bocabella, promotor do templo da Sagrada Família. Gaudí edificou no terreno destinado à fachada da Glória, que se previa estar livre durante bastante tempo; era um pequeno edifício destinado a escola para os filhos dos operários que trabalhavam nas obras da Sagrada Famlíia. As Escolas foram inauguradas em 15 de novembro de 1909 pelo bispo de Barcelona, Joan Josep Laguarda i Fenollera.
O edifício tem planta rectangular de 10 x 20 metros, e constava de três salas, vestíbulo e capela, com lavabos num corpo que lhe foi adicionado. A construção foi feita com tijolo em três camadas sobrepostas, seguindo a técnica tradicional catalã. Tanto as paredes como o telhado têm forma ondulada, o que confere à estrutura uma sensação de leveza mas também grande resistência. No exterior definiu três áreas destinadas a aulas ao ar livre que estavam cobertas com pérgulas de ferro.
As Escolas sofreram graves danos durante a Guerra Civil Espanhola, pelo que o edifício foi desmontado em blocos e reconstruído posteriormente. Francesc Quintana encarregou-se da sua restauração em 1936-1937 com escassos fundos, pelo que teve algum desmoronamento e necessitou de nova intervenção em 1943 a cargo de Quintana. Em 2002 o edifício das Escolas foi trasladado para o exterior do templo, na esquina entre as ruas Sardenya e Mallorca.
As Escolas da Sagrada Família foram exemplo da genialidade construtiva e fonte de inspiração para muitos arquitectos, pela sua simplicidade, resistência, originalidade de volumetria, funcionalidade e pureza geométrica. As formas onduladas forma aplicadas por arquitectos como Le Corbusier, Pier Luigi Nervi, Félix Candela ou Santiago Calatrava.